# Berättargruppen Förintelsens efterlevande
Berättargruppen Förintelsens efterlevande är en grupp i Malmö bestående av överlevare från förintelsen, deras barn och barnbarn.
Berättargruppen Förintelsens efterlevande är fortsättningen på Föreningen Förintelsens Ögonvittnen som bildades i Malmö 1991.
Gruppens mål är att på ideell basis hålla minnet levande och gå ut främst i skolor men även i kyrkor, bibliotek och andra mötesplatser och berätta om deras släktingars upplevelser i nazisternas koncentrationsläger.   
Initiativtagare till Föreningen Förintelsens Ögonvittnen var Harry Rubinstein.
En av medgrundarna till Föreningen Förintelsens Ögonvittnen var Lea Gleitman (1924-2024), själv överlevare från Bergen-Belsen. 